# 18e étape du Tour de France 2021
Pour un article plus général, voir Tour de France 2021.
La 18e étape du Tour de France 2021 se déroule le jeudi 15 juillet 2021 entre Pau et Luz-Ardiden, sur une distance de 129,7 kilomètres.

## Parcours
Ville au programme du Tour pour la 73e reprise, Pau accueille son 65e départ dans le cadre de cette ultime étape de montagne. D'une longueur de 129,7 km, elle constitue la plus courte étape en ligne de cette édition.
Les 70 premiers kilomètres présentent, à travers les départements des Pyrénées-Atlantiques et des Hautes-Pyrénées, un profil vallonné, avec deux difficultés de 4e catégorie répertoriées dans le cadre du Grand Prix de la montagne: la côte de Notre-Dame-de-Piétat à Pardies-Piétat (au km 10,6) et la côte de Loucrup (au km 54,6). Le sprint intermédiaire du jour est jugé à Pouzac, au km 62,7, non loin de Bagnères-de-Bigorre.
Orienté alors sud-est, le tracé bascule progressivement à l'ouest pour rejoindre les premières pentes du col du Tourmalet, classé hors catégorie (2 115 m, souvenir Jacques-Goddet). L'ascension est réalisée par son versant est, depuis Sainte-Marie-de-Campan au km 76,9.
Après la descente jusqu'à Luz-Saint-Sauveur, une très courte vallée amène les coureurs au pied de la montée classée hors-catégorie de Luz-Ardiden, à Grust, au km 120,2. L'arrivée est jugée à 1 715 m d'altitude, au sommet de cette dernière difficulté majeure du Tour 2021.

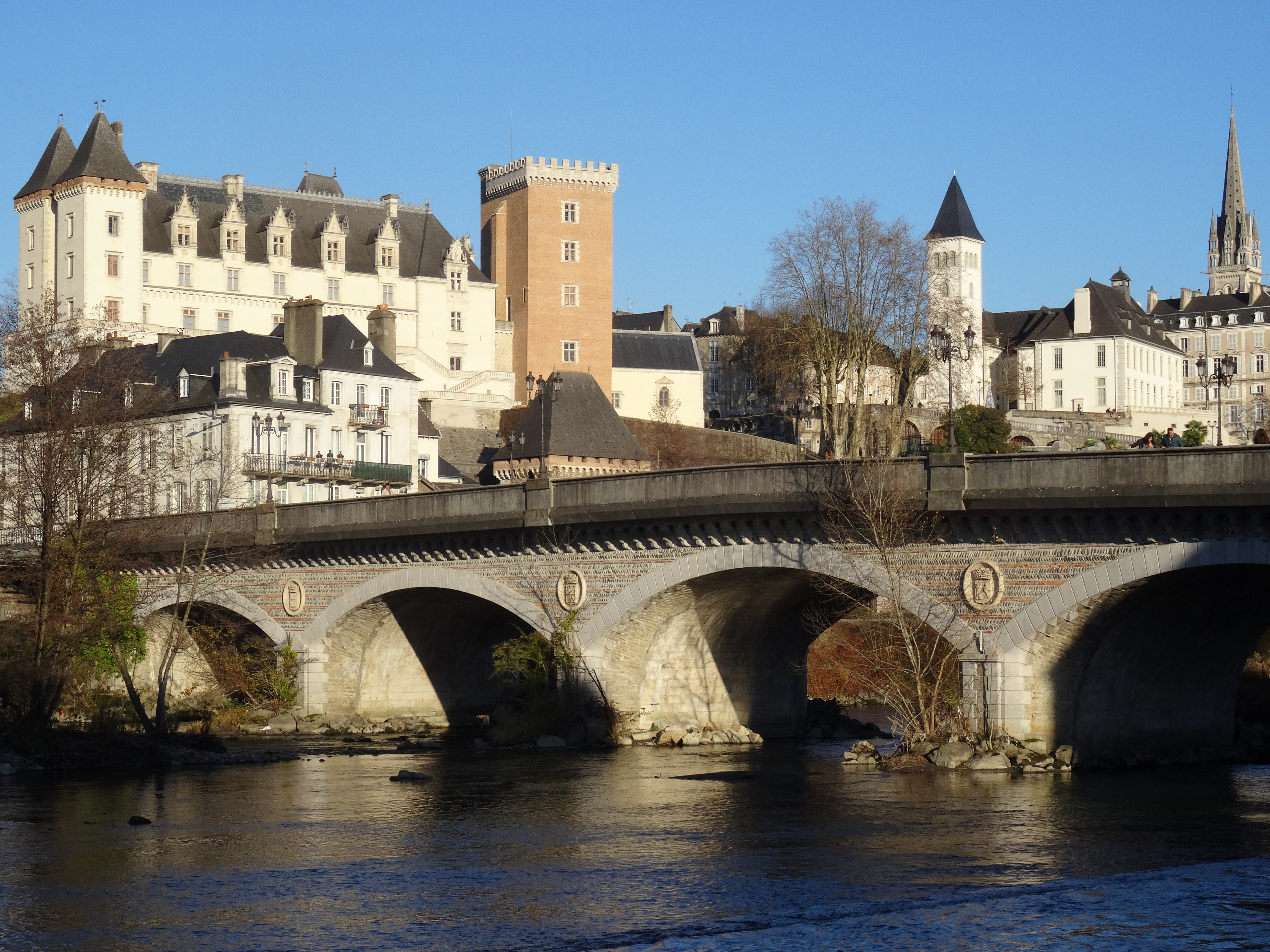
Le Gave et le château de Pau.
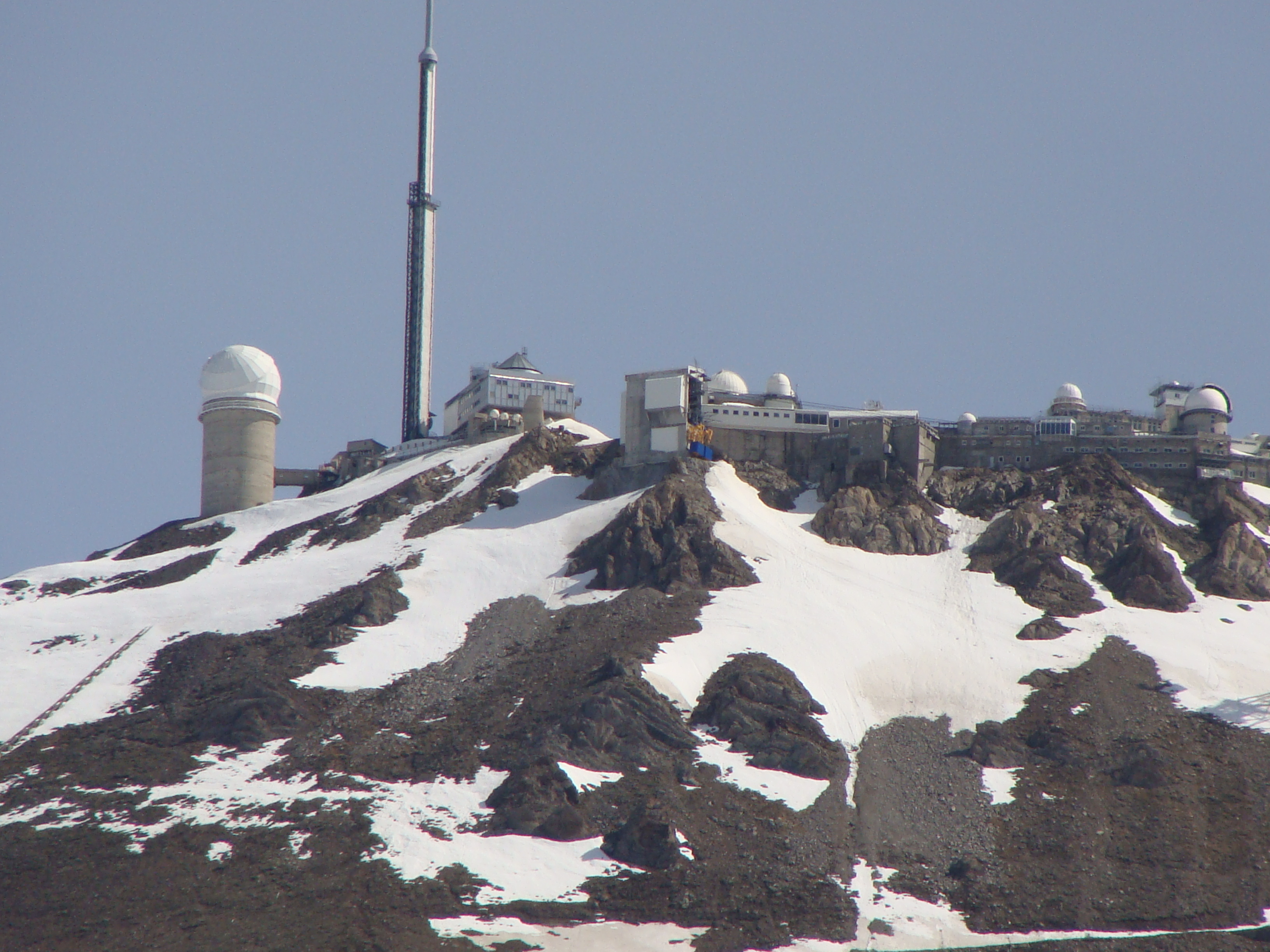
Le pic du Midi de Bigorre vu depuis le col du Tourmalet.
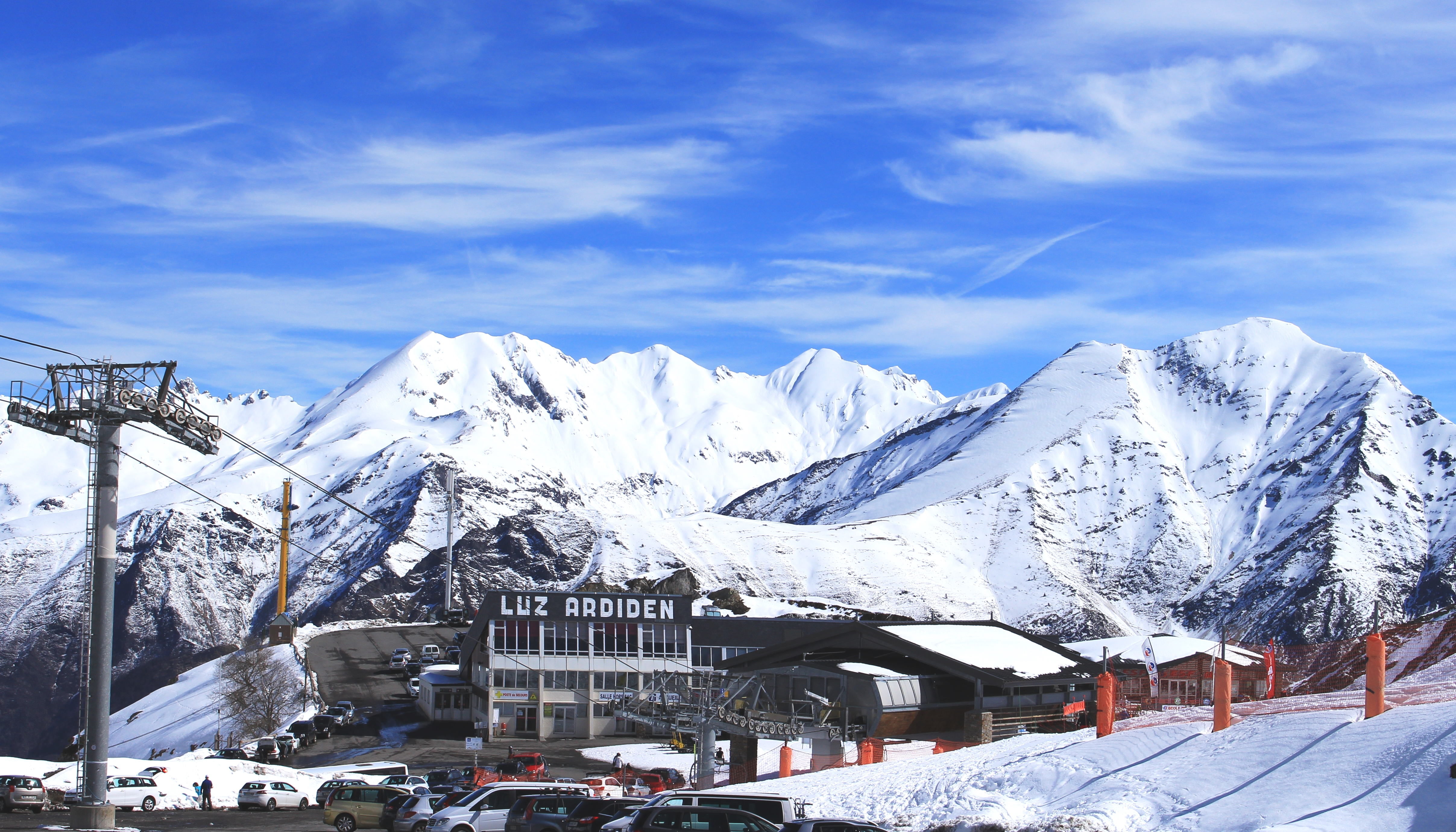
La station de Luz-Ardiden.

Principales communes traversées

Pau, Jurançon, Pardies-Piétat, Nay, Lestelle-Bétharram, Saint-Pé-de-Bigorre, Lourdes, Loucrup, Pouzac, Bagnères-de-Bigorre, Sainte-Marie-de-Campan, Artigues, La Mongie, Barèges, Luz-Saint-Sauveur, Grust, Luz-Ardiden

## Résultats

### Classement de l'étape
| Classement de la 18e étape | Classement de la 18e étape | Classement de la 18e étape | Classement de la 18e étape | Classement de la 18e étape |
|                            | Coureur                    | Pays                       | Équipe                     | Temps                      |
| -------------------------- | -------------------------- | -------------------------- | -------------------------- | -------------------------- |
| 1er                        | Tadej Pogačar              | Slovénie                   | UAE Team Emirates          | en 3 h 33 min 45 s         |
| 2e                         | Jonas Vingegaard           | Danemark                   | Jumbo-Visma                | + 2 s                      |
| 3e                         | Richard Carapaz            | Équateur                   | Ineos Grenadiers           | + 2 s                      |
| 4e                         | Enric Mas                  | Espagne                    | Movistar                   | + 13 s                     |
| 5e                         | Dan Martin                 | Irlande                    | Israel Start-Up Nation     | + 24 s                     |
| 6e                         | Sepp Kuss                  | États-Unis                 | Jumbo-Visma                | + 30 s                     |
| 7e                         | Sergio Higuita             | Colombie                   | EF Education-Nippo         | + 33 s                     |
| 8e                         | Ben O'Connor               | Australie                  | AG2R Citroën               | + 34 s                     |
| 9e                         | Wilco Kelderman            | Pays-Bas                   | Bora-Hansgrohe             | + 34 s                     |
| 10e                        | Alejandro Valverde         | Espagne                    | Movistar                   | + 40 s                     |
| modifier                   |                            |                            |                            |                            |

### Points attribués
| Sprint intermédiaire Pouzac (km 62,7) | Sprint intermédiaire Pouzac (km 62,7) | Sprint intermédiaire Pouzac (km 62,7) | Sprint intermédiaire Pouzac (km 62,7) | Sprint intermédiaire Pouzac (km 62,7) |
| ------------------------------------- | ------------------------------------- | ------------------------------------- | ------------------------------------- | ------------------------------------- |
|                                       | Coureur                               | Pays                                  | Équipe                                | Point(s)                              |
| 1er                                   | Julian Alaphilippe                    | France                                | Deceuninck-Quick Step                 | 20                                    |
| 2e                                    | Matej Mohorič                         | Slovénie                              | Bahrain Victorious                    | 17                                    |
| 3e                                    | Pierre-Luc Périchon                   | France                                | Cofidis                               | 15                                    |
| 4e                                    | Sean Bennett                          | États-Unis                            | Qhubeka NextHash                      | 13                                    |
| 5e                                    | Mark Cavendish                        | Royaume-Uni                           | Deceuninck-Quick Step                 | 11                                    |
| 6e                                    | Michael Mørkøv                        | Danemark                              | Deceuninck-Quick Step                 | 10                                    |
| 7e                                    | Michael Matthews                      | Australie                             | Team BikeExchange                     | 9                                     |
| 8e                                    | Luka Mezgec                           | Slovénie                              | Team BikeExchange                     | 8                                     |
| 9e                                    | Sonny Colbrelli                       | Italie                                | Bahrain Victorious                    | 7                                     |
| 10e                                   | Jasper Philipsen                      | Belgique                              | Alpecin-Fenix                         | 6                                     |
| 11e                                   | Thomas De Gendt                       | Belgique                              | Lotto-Soudal                          | 5                                     |
| 12e                                   | Kasper Asgreen                        | Danemark                              | Deceuninck-Quick Step                 | 4                                     |
| 13e                                   | Pierre Rolland                        | France                                | B&B Hotels p/b KTM                    | 3                                     |
| 14e                                   | Omar Fraile                           | Espagne                               | Astana-Premier Tech                   | 2                                     |
| 15e                                   | Toms Skujiņš                          | Lettonie                              | Trek-Segafredo                        | 1                                     |
| modifier                              |                                       |                                       |                                       |                                       |

| Arrivée d'étape Luz-Ardiden (km 129,7) | Arrivée d'étape Luz-Ardiden (km 129,7) | Arrivée d'étape Luz-Ardiden (km 129,7) | Arrivée d'étape Luz-Ardiden (km 129,7) | Arrivée d'étape Luz-Ardiden (km 129,7) |
| -------------------------------------- | -------------------------------------- | -------------------------------------- | -------------------------------------- | -------------------------------------- |
|                                        | Coureur                                | Pays                                   | Équipe                                 | Point(s)                               |
| 1er                                    | Tadej Pogačar                          | Slovénie                               | UAE Team Emirates                      | 20                                     |
| 2e                                     | Jonas Vingegaard                       | Danemark                               | Jumbo-Visma                            | 17                                     |
| 3e                                     | Richard Carapaz                        | Équateur                               | Ineos Grenadiers                       | 15                                     |
| 4e                                     | Enric Mas                              | Espagne                                | Movistar                               | 13                                     |
| 5e                                     | Dan Martin                             | Irlande                                | Israel Start-Up Nation                 | 11                                     |
| 6e                                     | Sepp Kuss                              | États-Unis                             | Jumbo-Visma                            | 10                                     |
| 7e                                     | Sergio Higuita                         | Espagne                                | EF Education-Nippo                     | 9                                      |
| 8e                                     | Ben O'Connor                           | Australie                              | AG2R Citroën                           | 8                                      |
| 9e                                     | Wilco Kelderman                        | Pays-Bas                               | Bora-Hansgrohe                         | 7                                      |
| 10e                                    | Alejandro Valverde                     | Espagne                                | Movistar                               | 6                                      |
| 11e                                    | Pello Bilbao                           | Espagne                                | Bahrain Victorious                     | 5                                      |
| 12e                                    | Guillaume Martin                       | France                                 | Cofidis                                | 4                                      |
| 13e                                    | Alexey Lutsenko                        | Kazakhstan                             | Astana-Premier Tech                    | 3                                      |
| 14e                                    | Emanuel Buchmann                       | Allemagne                              | Bora-Hansgrohe                         | 2                                      |
| 15e                                    | Louis Meintjes                         | Afrique du Sud                         | Intermarché-Wanty-Gobert Matériaux     | 1                                      |
| modifier                               |                                        |                                        |                                        |                                        |

### Bonifications en temps
|   | Coureur          | Pays     | Équipe            | Secondes |
| - | ---------------- | -------- | ----------------- | -------- |
| 1 | Tadej Pogačar    | Slovénie | UAE Team Emirates | 10 s     |
| 2 | Jonas Vingegaard | Danemark | Jumbo-Visma       | 6 s      |
| 3 | Richard Carapaz  | Équateur | Ineos Grenadiers  | 4 s      |

### Cols et côtes
| Côte de Notre-Dame-de-Piétat (km 10,6) 4e catégorie (2,6 km à 5,6 %) | Côte de Notre-Dame-de-Piétat (km 10,6) 4e catégorie (2,6 km à 5,6 %) | Côte de Notre-Dame-de-Piétat (km 10,6) 4e catégorie (2,6 km à 5,6 %) | Côte de Notre-Dame-de-Piétat (km 10,6) 4e catégorie (2,6 km à 5,6 %) | Côte de Notre-Dame-de-Piétat (km 10,6) 4e catégorie (2,6 km à 5,6 %) |
| -------------------------------------------------------------------- | -------------------------------------------------------------------- | -------------------------------------------------------------------- | -------------------------------------------------------------------- | -------------------------------------------------------------------- |
|                                                                      | Coureur                                                              | Pays                                                                 | Équipe                                                               | Point(s)                                                             |
| 1er                                                                  | Christopher Juul Jensen                                              | Danemark                                                             | Team BikeExchange                                                    | 1                                                                    |
| modifier                                                             |                                                                      |                                                                      |                                                                      |                                                                      |

| Côte de Loucrup (km 54,6) 4e catégorie (2,0 km à 7,0 %) | Côte de Loucrup (km 54,6) 4e catégorie (2,0 km à 7,0 %) | Côte de Loucrup (km 54,6) 4e catégorie (2,0 km à 7,0 %) | Côte de Loucrup (km 54,6) 4e catégorie (2,0 km à 7,0 %) | Côte de Loucrup (km 54,6) 4e catégorie (2,0 km à 7,0 %) |
| ------------------------------------------------------- | ------------------------------------------------------- | ------------------------------------------------------- | ------------------------------------------------------- | ------------------------------------------------------- |
|                                                         | Coureur                                                 | Pays                                                    | Équipe                                                  | Point(s)                                                |
| 1er                                                     | Julian Alaphilippe                                      | France                                                  | Deceuninck-Quick Step                                   | 1                                                       |
| modifier                                                |                                                         |                                                         |                                                         |                                                         |

| Col du Tourmalet (km 94,1) Souvenir Jacques-Goddet Hors catégorie (17,1 km à 7,3 %) | Col du Tourmalet (km 94,1) Souvenir Jacques-Goddet Hors catégorie (17,1 km à 7,3 %) | Col du Tourmalet (km 94,1) Souvenir Jacques-Goddet Hors catégorie (17,1 km à 7,3 %) | Col du Tourmalet (km 94,1) Souvenir Jacques-Goddet Hors catégorie (17,1 km à 7,3 %) | Col du Tourmalet (km 94,1) Souvenir Jacques-Goddet Hors catégorie (17,1 km à 7,3 %) |
| ----------------------------------------------------------------------------------- | ----------------------------------------------------------------------------------- | ----------------------------------------------------------------------------------- | ----------------------------------------------------------------------------------- | ----------------------------------------------------------------------------------- |
|                                                                                     | Coureur                                                                             | Pays                                                                                | Équipe                                                                              | Point(s)                                                                            |
| 1er                                                                                 | Pierre Latour                                                                       | France                                                                              | TotalEnergies                                                                       | 20                                                                                  |
| 2e                                                                                  | David Gaudu                                                                         | France                                                                              | Groupama-FDJ                                                                        | 15                                                                                  |
| 3e                                                                                  | Ruben Guerreiro                                                                     | Portugal                                                                            | EF Education-Nippo                                                                  | 12                                                                                  |
| 4e                                                                                  | Wout Poels                                                                          | Pays-Bas                                                                            | Bahrain Victorious                                                                  | 10                                                                                  |
| 5e                                                                                  | Omar Fraile                                                                         | Espagne                                                                             | Astana-Premier Tech                                                                 | 8                                                                                   |
| 6e                                                                                  | Michael Woods                                                                       | Canada                                                                              | Israel Start-Up Nation                                                              | 6                                                                                   |
| 7e                                                                                  | Wout van Aert                                                                       | Belgique                                                                            | Jumbo-Visma                                                                         | 4                                                                                   |
| 8e                                                                                  | Jonas Vingegaard                                                                    | Danemark                                                                            | Jumbo-Visma                                                                         | 2                                                                                   |
| modifier                                                                            |                                                                                     |                                                                                     |                                                                                     |                                                                                     |

| Luz-Ardiden (km 129,7) Hors catégorie (13,3 km à 7,4 %) | Luz-Ardiden (km 129,7) Hors catégorie (13,3 km à 7,4 %) | Luz-Ardiden (km 129,7) Hors catégorie (13,3 km à 7,4 %) | Luz-Ardiden (km 129,7) Hors catégorie (13,3 km à 7,4 %) | Luz-Ardiden (km 129,7) Hors catégorie (13,3 km à 7,4 %) |
| ------------------------------------------------------- | ------------------------------------------------------- | ------------------------------------------------------- | ------------------------------------------------------- | ------------------------------------------------------- |
|                                                         | Coureur                                                 | Pays                                                    | Équipe                                                  | Point(s)                                                |
| 1er                                                     | Tadej Pogačar                                           | Slovénie                                                | UAE Emirates                                            | 40                                                      |
| 2e                                                      | Jonas Vingegaard                                        | Danemark                                                | Jumbo-Visma                                             | 30                                                      |
| 3e                                                      | Richard Carapaz                                         | Équateur                                                | Ineos Grenadiers                                        | 24                                                      |
| 4e                                                      | Enric Mas                                               | Espagne                                                 | Movistar                                                | 20                                                      |
| 5e                                                      | Dan Martin                                              | Irlande                                                 | Israel Start-Up Nation                                  | 16                                                      |
| 6e                                                      | Sepp Kuss                                               | États-Unis                                              | Jumbo-Visma                                             | 12                                                      |
| 7e                                                      | Sergio Higuita                                          | Colombie                                                | EF Education-Nippo                                      | 8                                                       |
| 8e                                                      | Ben O'Connor                                            | Australie                                               | AG2R Citroën                                            | 4                                                       |
| modifier                                                |                                                         |                                                         |                                                         |                                                         |

### Prix de la combativité
- David Gaudu (Groupama-FDJ)[2]

## Classements à l'issue de l'étape

### Classement général
| Classement général | Classement général | Classement général | Classement général  | Classement général |
|                    | Coureur            | Pays               | Équipe              | Temps              |
| ------------------ | ------------------ | ------------------ | ------------------- | ------------------ |
| 1er                | Tadej Pogačar      | Slovénie           | UAE Team Emirates   | en 75 h 0 min 2 s  |
| 2e                 | Jonas Vingegaard   | Danemark           | Jumbo-Visma         | + 5 min 45 s       |
| 3e                 | Richard Carapaz    | Équateur           | Ineos Grenadiers    | + 5 min 51 s       |
| 4e                 | Ben O'Connor       | Australie          | AG2R Citroën        | + 8 min 18 s       |
| 5e                 | Wilco Kelderman    | Pays-Bas           | Bora-Hansgrohe      | + 8 min 50 s       |
| 6e                 | Enric Mas          | Espagne            | Movistar            | + 10 min 11 s      |
| 7e                 | Alexey Lutsenko    | Kazakhstan         | Astana-Premier Tech | + 11 min 22 s      |
| 8e                 | Guillaume Martin   | France             | Cofidis             | + 12 min 46 s      |
| 9e                 | Pello Bilbao       | Espagne            | Bahrain Victorious  | + 13 min 48 s      |
| 10e                | Rigoberto Urán     | Colombie           | EF Education-Nippo  | + 16 min 25 s      |
| modifier           |                    |                    |                     |                    |

| Classement par points | Classement par points | Classement par points | Classement par points | Classement par points |
| --------------------- | --------------------- | --------------------- | --------------------- | --------------------- |
|                       | Coureur               | Pays                  | Équipe                | Point(s)              |
| 1er                   | Mark Cavendish        | Royaume-Uni           | Deceuninck-Quick Step | 298 points            |
| 2e                    | Michael Matthews      | Australie             | Team BikeExchange     | 260 pts               |
| 3e                    | Sonny Colbrelli       | Italie                | Bahrain Victorious    | 208 pts               |
| 4e                    | Jasper Philipsen      | Belgique              | Alpecin-Fenix         | 184 pts               |
| 5e                    | Julian Alaphilippe    | France                | Deceuninck-Quick Step | 155 pts               |
| 6e                    | Tadej Pogačar         | Slovénie              | UAE Emirates          | 146 pts               |
| 7e                    | Michael Mørkøv        | Danemark              | Deceuninck-Quick Step | 112 pts               |
| 8e                    | Wout van Aert         | Belgique              | Jumbo-Visma           | 101 pts               |
| 9e                    | Matej Mohorič         | Slovénie              | Bahrain Victorious    | 98 pts                |
| 10e                   | Jonas Vingegaard      | Danemark              | Jumbo-Visma           | 88 pts                |
| modifier              |                       |                       |                       |                       |

| Classement du meilleur grimpeur | Classement du meilleur grimpeur | Classement du meilleur grimpeur | Classement du meilleur grimpeur | Classement du meilleur grimpeur |
| ------------------------------- | ------------------------------- | ------------------------------- | ------------------------------- | ------------------------------- |
|                                 | Coureur                         | Pays                            | Équipe                          | Point(s)                        |
| 1er                             | Tadej Pogačar                   | Slovénie                        | UAE Team Emirates               | 107 points                      |
| 2e                              | Wout Poels                      | Pays-Bas                        | Bahrain Victorious              | 88 pts                          |
| 3e                              | Jonas Vingegaard                | Danemark                        | Jumbo-Visma                     | 82 pts                          |
| 4e                              | Michael Woods                   | Canada                          | Israel Start-Up Nation          | 72 pts                          |
| 5e                              | Wout van Aert                   | Belgique                        | Jumbo-Visma                     | 68 pts                          |
| 6e                              | Nairo Quintana                  | Colombie                        | Arkéa-Samsic                    | 66 pts                          |
| 7e                              | Richard Carapaz                 | Équateur                        | Ineos Grenadiers                | 56 pts                          |
| 8e                              | Ben O'Connor                    | Australie                       | AG2R Citroën                    | 44 pts                          |
| 9e                              | Bauke Mollema                   | Pays-Bas                        | Trek-Segafredo                  | 41 pts                          |
| 10e                             | David Gaudu                     | France                          | Groupama-FDJ                    | 41 pts                          |
| modifier                        |                                 |                                 |                                 |                                 |

| Classement général du meilleur jeune | Classement général du meilleur jeune | Classement général du meilleur jeune | Classement général du meilleur jeune | Classement général du meilleur jeune |
|                                      | Coureur                              | Pays                                 | Équipe                               | Temps                                |
| ------------------------------------ | ------------------------------------ | ------------------------------------ | ------------------------------------ | ------------------------------------ |
| 1er                                  | Tadej Pogačar                        | Slovénie                             | UAE Team Emirates                    | en 75 h 0 min 2 s                    |
| 2e                                   | Jonas Vingegaard                     | Danemark                             | Jumbo-Visma                          | + 5 min 45 s                         |
| 3e                                   | David Gaudu                          | France                               | Groupama-FDJ                         | + 18 min 42 s                        |
| 4e                                   | Aurélien Paret-Peintre               | France                               | AG2R Citroën                         | + 37 min 21 s                        |
| 5e                                   | Sergio Higuita                       | Colombie                             | EF Education-Nippo                   | + 1 h 3 min 1 s                      |
| 6e                                   | Valentin Madouas                     | France                               | Groupama-FDJ                         | + 2 h 8 min 44 s                     |
| 7e                                   | Mark Donovan                         | Royaume-Uni                          | Team DSM                             | + 2 h 11 min 10 s                    |
| 8e                                   | Neilson Powless                      | États-Unis                           | EF Education-Nippo                   | + 2 h 12 min 14 s                    |
| 9e                                   | Jonas Rutsch                         | Allemagne                            | EF Education-Nippo                   | + 2 h 44 min 49 s                    |
| 10e                                  | Brandon McNulty                      | États-Unis                           | UAE Team Emirates                    | + 2 h 50 min 15 s                    |
| modifier                             |                                      |                                      |                                      |                                      |

| Classement par équipes | Classement par équipes | Classement par équipes | Classement par équipes |
|                        | Équipe                 | Pays                   | Temps                  |
| ---------------------- | ---------------------- | ---------------------- | ---------------------- |
| 1re                    | Bahrain Victorious     | Bahreïn                | en 225 h 42 min 33 s   |
| 2e                     | EF Education-Nippo     | États-Unis             | + 40 min 30 s          |
| 3e                     | Ineos Grenadiers       | Royaume-Uni            | + 1 h 9 min 16 s       |
| 4e                     | AG2R Citroën           | France                 | + 1 h 9 min 51 s       |
| 5e                     | Jumbo-Visma            | Pays-Bas               | + 1 h 14 min 30 s      |
| 6e                     | Bora-Hansgrohe         | Allemagne              | + 1 h 33 min 9 s       |
| 7e                     | Movistar               | Espagne                | + 1 h 40 min 32 s      |
| 8e                     | Astana-Premier Tech    | Kazakhstan             | + 2 h 0 min 57 s       |
| 9e                     | UAE Team Emirates      | Émirats arabes unis    | + 2 h 22 min 7 s       |
| 10e                    | Trek-Segafredo         | États-Unis             | + 2 h 22 min 25 s      |
| modifier               |                        |                        |                        |

## Abandons
Aucun abandon